# Олд-Теппан (Нью-Джерсі)
Олд-Теппан (англ. Old Tappan) — місто (англ. borough) в США, в окрузі Берген штату Нью-Джерсі. Населення — 5888 осіб (2020).

## Географія
Олд-Теппан розташований за координатами 41°1′49″ пн. ш. 73°59′9″ зх. д. / 41.03028° пн. ш. 73.98583° зх. д. (41.030312, -73.985919).  За даними Бюро перепису населення США в 2010 році місто мало площу 10,87 км², з яких 8,63 км² — суходіл та 2,24 км² — водойми.

## Демографія
Згідно з переписом 2010 року, у селищі мешкало 5750 осіб у 1931 домогосподарстві у складі 1593 родин. Було 1995 помешкань
Расовий склад населення:
| - 74,8 % — білих - 22,2 % — азіатів - 0,7 % — чорних або афроамериканців - 0,1 % — корінних американців |

До двох чи більше рас належало 1,5 %. Частка іспаномовних становила 5,0 % від усіх жителів.
За віковим діапазоном населення розподілялося таким чином: 27,4 % — особи молодші 18 років, 56,5 % — особи у віці 18—64 років, 16,1 % — особи у віці 65 років та старші. Медіана віку мешканця становила 44,2 року. На 100 осіб жіночої статі у селищі припадало 93,1 чоловіків;  на 100 жінок у віці від 18 років та старших — 88,2 чоловіків також старших 18 років.
Середній дохід на одне домашнє господарство  становив 201 986 доларів США (медіана — 116 285), а середній дохід на одну сім'ю — 232 261 долар (медіана — 147 262). Медіана доходів становила 84 688 доларів для чоловіків та 54 261 долар для жінок. За межею бідності перебувало 3,9 % осіб, у тому числі 6,2 % дітей у віці до 18 років та 6,1 % осіб у віці 65 років та старших.
Цивільне працевлаштоване населення становило 2662 особи. Основні галузі зайнятості: освіта, охорона здоров'я та соціальна допомога — 25,0 %, науковці, спеціалісти, менеджери — 14,2 %, оптова торгівля — 10,1 %, виробництво — 10,0 %.